# Stazione meteorologica di Moncalieri
La stazione meteorologica di Moncalieri è la stazione meteorologica di riferimento relativa alla località di Moncalieri, fondata da Padre Francesco Denza nel 1859.
È controllata direttamente dalla Società Meteorologica Italiana, che qui fu fondata nel 1865 e che vi ha nuovamente sede dal 2015.

## Coordinate geografiche
La stazione meteo si trova nell'Italia nord-occidentale, in Piemonte, in provincia di Torino, nel comune di Moncalieri, a 276 metri s.l.m. e alle coordinate geografiche 45°00′N 7°40′E.
La capannina da cui arrivano i dati di temperatura storici è rivolta verso nord.

## Dati climatologici
In base alla media trentennale di riferimento 1961-1990, la temperatura media del mese più freddo, gennaio, si attesta a +1,1 °C; quella del mese più caldo, luglio, è di +24,2 °C.
Le precipitazioni medie annue si aggirano tra i 700 e i 750 mm, mediamente distribuite in 75 giorni, e presentano un minimo in inverno e massimi in primavera ed autunno.
| Moncalieri                         | Mesi | Mesi | Mesi | Mesi | Mesi | Mesi | Mesi | Mesi | Mesi | Mesi | Mesi | Mesi | Stagioni | Stagioni | Stagioni | Stagioni | Anno |
| Moncalieri                         | Gen  | Feb  | Mar  | Apr  | Mag  | Giu  | Lug  | Ago  | Set  | Ott  | Nov  | Dic  | Inv      | Pri      | Est      | Aut      | Anno |
| ---------------------------------- | ---- | ---- | ---- | ---- | ---- | ---- | ---- | ---- | ---- | ---- | ---- | ---- | -------- | -------- | -------- | -------- | ---- |
| T. max. media (°C)                 | 4,3  | 7,0  | 12,8 | 17,5 | 22,9 | 26,8 | 29,8 | 28,1 | 23,6 | 16,3 | 10,2 | 5,8  | 5,7      | 17,7     | 28,2     | 16,7     | 17,1 |
| T. min. media (°C)                 | −2,2 | −0,9 | 3,9  | 7,9  | 12,0 | 15,8 | 18,5 | 17,7 | 14,5 | 8,5  | 3,8  | −0,1 | −1,1     | 7,9      | 17,3     | 8,9      | 8,3  |
| Precipitazioni (mm)                | 23   | 30   | 50   | 88   | 80   | 84   | 47   | 51   | 68   | 75   | 71   | 68   | 121      | 218      | 182      | 214      | 735  |
| Giorni di pioggia                  | 3    | 4    | 6    | 8    | 8    | 10   | 6    | 5    | 6    | 7    | 6    | 6    | 13       | 22       | 21       | 19       | 75   |
| Eliofania assoluta (ore al giorno) | 2,9  | 3,8  | 4,4  | 5,6  | 6,7  | 6,9  | 8,4  | 7,5  | 5,8  | 4,0  | 2,8  | 2,2  | 3,0      | 5,6      | 7,6      | 4,2      | 5,1  |